# Thomas Fraser-Holmes
Thomas William Fraser-Holmes (* 9. Oktober 1991 in Newcastle, New South Wales) ist ein australischer Schwimmer.

## Karriere
Sein internationales Debüt gab er bei den Pan Pacific Swimming Championships 2010 in Irvine (Kalifornien). Dort belegte er als Startschwimmer mit der 4-mal-200-Meter-Freistilstaffel den Bronzerang und wurde bei seinem Einzelstart über 200 Meter Freistil Vierter. Im selben Jahr startete er bei den Commonwealth Games im indischen Delhi, wo er, wieder als Startschwimmer eingesetzt, mit der 4-mal-200-Meter-Freistilstaffel Gold holte. Im Einzelstart über dieselbe Distanz errang er die Bronzemedaille.
Bei den Weltmeisterschaften 2011 in Shanghai startete Thomas Fraser-Holmes über die 200 und 400 Meter Freistil, über die 400 Meter Lagen sowie in der 4-mal-200-Meter-Freistilstaffel. Während er in den Einzelstarts Platzierungen jenseits des zehnten Ranges erreichte, wurde die Staffel Fünfte.
Bei seinen ersten Olympischen Spielen in London 2012 erreichte er bei über 200 Meter Freistil und 400 Meter Lagen sowie in der australischen 4-mal-200-Meter-Freistilstaffel das Finale. In den Einzeldisziplinen wurde Fraser-Holmes jeweils Siebter, die Staffel erreichte Platz fünf.
Bei den Commonwealth Games 2014 in Glasgow holte er Gold über 200 Meter Freistil und mit der 4-mal-200-Meter-Freistilstaffel sowie die Silbermedaille im 400 Meter Lagenschwimmen. Bei den Weltmeisterschaften 2015 in Kasan gewann er mit der 4 × 200-m-Freistilstaffel die Bronzemedaille.
Thomas Fraser-Holmes ist mehrfacher australischer Meister. Er schwimmt zurzeit für den Miami Swim Club und trainiert bei Denis Cotterell.